# General estoria

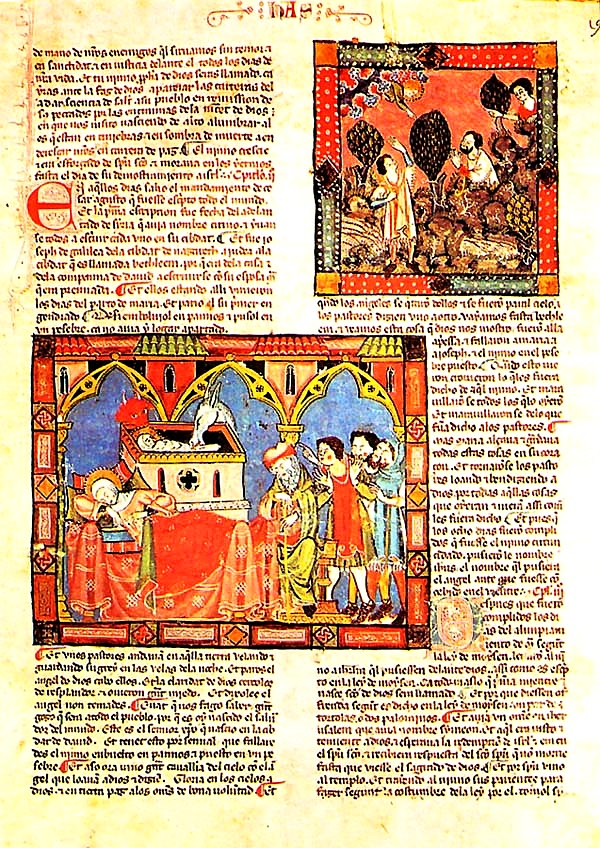
Manuscrito de la General estoria (códice de El Escorial) de Alfonso X el Sabio.

La General estoria, también denominada Grande e general estoria, es un libro de carácter histórico escrito a partir de 1270, a la vez que la Estoria de España, por Alfonso X el Sabio y sus colaboradores de la Escuela de Traductores de Toledo que pretendía ser una extensa historia universal en castellano.
Esta obra historiográfica fue un ambicioso proyecto Alfonsí de componer una historia universal. Para su elaboración, toma como fuente prioritaria los Cánones cronológicos de Eusebio de Cesarea en la versión ampliada de San Jerónimo, cuya versión había gozado de gran difusión en la Edad Media. Como era habitual en la época, la historia se concebía desde la Creación y operaba por acumulación de materiales a partir de una estructura que inicialmente reproducía el esquema de la historia sagrada. Esto, sumado a que la obra quedó inacabada (se interrumpe en la sexta parte, que contiene una genealogía de la Virgen María y la guerra entre César y Pompeyo), produjo un predominio de la presencia de la historia bíblica. También destaca por un inhabitual uso de fuentes de origen grecolatino, a las que dio preferencia sobre las bíblicas en muchos lugares.
Es muy probable que el diseño estructural original dividiera la obra en siete partes (número simbólico en que se dividían las Edades del Hombre), o libros, de los que finalmente se han conservado seis. En la quinta parte quedó la obra inacabada y de la sexta sólo se conservan los materiales que conformaban el borrador. La distribución en libros o partes queda como sigue:
- Primera parte. De la Creación a Abraham.
- Segunda parte. De Abraham a David.
- Tercera parte. David; el cautiverio judío en Babilonia.
- Cuarta parte. Cautiverio en Babilonia. De Nabucodonosor a Tolomeo Filopátor
- Quinta parte. Del cautiverio en Babilonia a Cristo. Libros de los Macabeos, Farsalia, Julio César y Octavio Augusto.
- Sexta parte (o sexta y séptima partes). Desde Cristo hasta Alfonso X el Sabio. Solo se conserva un fragmento de un estadio de borrador de veinte folios en un manuscrito (sign. 43-20) de la catedral de Toledo. Comienza con los padres de Juan el Bautista y la Virgen y se trunca en el momento en que Santa Ana concibe a María.

## Género
No se puede adscribir la obra al género medieval de las biblias historiales, como la Historia scholastica, obra difundidísima del siglo XII de Pedro Coméstor, ya que la inclinación de Alfonso X a las fuentes paganas, la ausencia de un exclusivo sentido cristiano (la intención del monarca castellano era más bien político) y de una interpretación en los usuales tres niveles significativos con que se efectuaba la exégesis bíblica en la tradición patrística, así como un tono más profano en la versión de la narración del Génesis, lo alejan del género de las Biblias historiadas. De todos modos, el hecho de que el relato se interrumpa antes del fin de la narración documentada en la Biblia oculta en gran medida el alejamiento respecto de los hábitos propios de las biblias historiales.
Se trata, en fin, de una obra historiográfica universal cuya intención era conectar los orígenes de la historia con los antepasados de Alfonso X a través de la narración de la Biblia principalmente, y de la historia de la Antigüedad clásica pasando por los reyes godos hasta llegar al reino de Castilla, teniendo como objetivo último justificar su aspiración al título de Emperador de España, en la misma línea en que lo hizo en su anterior obra histórica.
Destaca por su originalidad en el siglo XIII la incorporación de extensos pasajes sobre mitología clásica, como los del Ciclo troyano, el Ciclo Tebano o la vida de Alejandro Magno. Así, para la tragedia familiar de la historia de Tebas utilizó una versión en prosa del Roman de Thèbes francés. Además, la narración bíblica principal se ilustra con la mención de numerosas citas obtenidas tanto de las fuentes originales como, sobre todo, de los repertorios de dicta e facta (dichos y hechos de personajes célebres de la Antigüedad) medievales.

## Estilo e intención de la obra
En cuanto al lenguaje, en esta obra Alfonso X da un paso más en la incorporación de préstamos de origen culto para el castellano del siglo XIII. Incluso, se convirtió en procedimiento habitual de sus traductores el hacer aclaraciones sobre aspectos del contenido, el léxico y las implicaciones de las fuentes clásicas de la que se obtenían los materiales. De ese modo se hacía una verdadera glosa o comentario a la historia redactada, lo que supone la introducción de una técnica habitual en la historiografía clásica pero ausente de las obras científicas alfonsíes. Este es uno de los rasgos más característicos y novedosos en la evolución de la literatura alfonsí a la altura de la década de 1270 en que se comienza a componer la General estoria.

## Ediciones
En 1930 Antonio G. Solalinde publicó Alfonso el Sabio. General Estoria. Primera parte, con el patrocinio de la Junta para Ampliación de Estudios e Investigaciones Científicas, Centro de Estudios Históricos.
Hubo que esperar hasta el año 2009 para disponer de una edición de las seis partes de que consta la General estoria alfonsí, aunque de la sexta parte solo se nos haya transmitido un pequeño fragmento, posiblemente en estado de borrador, de lo que era la ambiciosa concepción original, pues esta sexta parte debía comprender la historia desde Cristo hasta Alfonso X el Sabio.
Finalmente la obra citada fue publicada en diez volúmenes bajo la coordinación de Pedro Sánchez-Prieto, dos para cada parte, y reservando el último tomo para el final de la quinta y el texto conservado de la sexta. La referencia bibliográfica, con el desglose de los volúmenes, es la siguiente:
- Alfonso X el Sabio, General estoria, Pedro Sánchez-Prieto (coord.), Madrid, Fundación José Antonio de Castro (Biblioteca Castro), 2009, 7245 págs. VI partes, X tomos:

- Primera parte, 2 vols. ISBN 978-84-96452-83-1

1. Pedro Sánchez-Prieto Borja (ed. lit.), Génesis, vol. 1, 577 págs. ISBN 978-84-96452-84-8
2. — Éxodo, Levítico, Números y Deuteronomio, vol. 2, 1002 págs. ISBN 978-84-96452-85-5

- Segunda parte, 2 vols. ISBN 978-84-96452-61-9

1. Belén Almeida Cabrejas (ed. lit.), Josué; Jueces, vol. 1, 735 págs. ISBN  978-84-96452-62-6
2. — Jueces (continuación); Reyes primero; Reyes segundo; Reyes tercero, vol. 2, 1111 págs. ISBN 978-84-96452-63-3

- Tercera parte, 2 vols. ISBN 978-84-96452-67-1

1. Pedro Sánchez-Prieto Borja, Bautista Horcajada, Carmen Fernández y Verónica Gómez (eds. lits.) Salmos, cánticos, gentiles del tiempo de David: griegos y troyanos, origen de los godos y otras historias de los gentiles, historia de Salomón, Cantar de los cantares, proverbios, sabiduría, eclesiastés, sucesores de Salomón y gentiles de su tiempo, vol. 1, 584 págs. ISBN 978-84-96452-68-8
2. — Ecozías y sucesores, Isaías, Oseas, Amós, Jonás, Ozías y sucesores, Naúm, Miqueas, Acaz, Rómulo y Remo, Ezequías y sucesores, Tobías, Job, gentiles del reinado de Ezequías, Manasés y gentiles, Amón, Josías, Joacaz y Joaquín, Sedequías, Ezequiel, Paralipómenon, vol. 2, 783 págs. ISBN 978-84-96452-69-5

- Cuarta parte, 2 vols. ISBN 978-84-96452-83-1

1. Inés Fernández-Ordóñez (ed. lit.), Nabucodonosor, Daniel, Abdías, Sofonías, Jeremías, Baruc, Abacuc, Cambises, Judit, Diocles-Hipias, Darío, Esdras, Neemías, vol. 1, 747 págs. ISBN 978-84-96452-77-0
2. Raúl Orellana Calderón (ed. lit.), Aggeo, Zacarías, Malaquías, Darío Idaspo, Xerses, Artaxerses, Sobdiano, Darío Nota, Artaxerses Assuero, Ester, Artaxerses Oco, Arsamo, Darío Arsamo, Alexandre el Grand, Darío Arsamo-Alexandre el Grand-Tolomeo Sóter, Tolomeo Filadelfo, Tolomeo Evérgetes, Eclesiástico, Tolomeo Filopátor, vol. 2, 635 págs. ISBN 978-84-96452-78-7

- Quinta y sexta partes, 2 vols. ISBN 978-84-96452-80-0

1. Elena Trujillo (ed. lit.), Primer libro de los macabeos; Segundo libro de los macabeos, vol. 1, 416 págs. ISBN 978-84-96452-81-7
2. Pedro Sánchez-Prieto y Belén Almeida (eds. lits.), Farsalia; Mandato de Julio César; Mandato de Octavio Augusto, vol. 2, 811 págs. ISBN 978-84-96452-82-4